# Rio Machaquila
Rio Machaquila é um rio centro-americano da Guatemala.